# 独眼巨人号胸墙浅水重炮舰
“独眼巨人”号（HMS Cyclops）是19世纪70年代建造的英国皇家海军独眼巨人级胸墙浅水重炮舰的首舰。这些船只是在1870年的战争危机期间为了满足本地防御需求而订购的，但随着战争威胁的减少，建造速度大大放缓。该舰在其服役生涯中大部分时间都处于封存状态；其唯一持续服役期是1878年俄土战争期间的四个月，当时英国试图迫使俄国在不攻占君士坦丁堡的情况下结束战争。“独眼巨人”号于1903年被报废拆解。

## 设计和描述

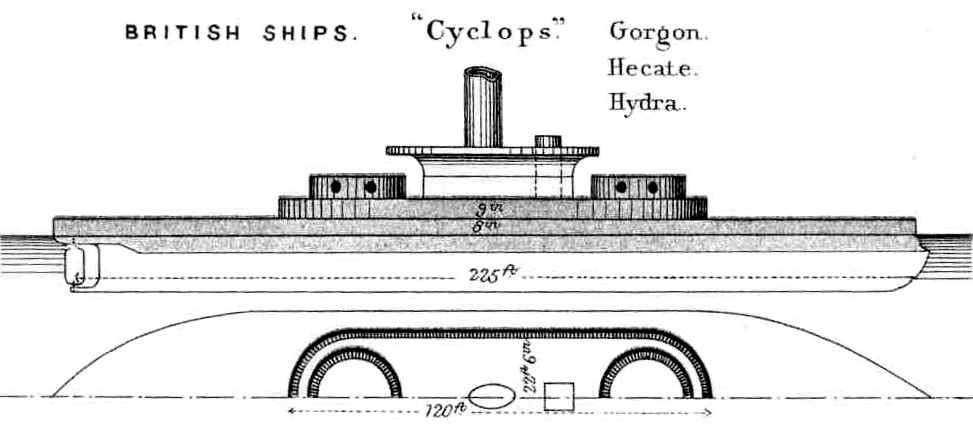
《布拉西海军年鉴》（1888-1889年）中，独眼巨人级的右视图及仰视平面图。

独眼巨人级是地狱犬级的改良版。舰的垂间长度为225英尺（68.6），舷宽为45英尺（13.7），满载时吃水深16英尺3英寸（4.95），排水量为3,480長噸（3,540公噸），标配舰员为156名官兵。舰上装有两台4缸倒置复合蒸汽机，每台驱动一具螺旋桨轴。在1871年12月30日的海试中，发动机总共产生了1,528匹指示馬力（1,139千瓦特）功率，使该舰的最大航速达到了10.79節（19.98每小時；12.42英里每小時）。“独眼巨人”号可装载250長噸（250公噸）燃煤，以10節（19每小時；12英里每小時）的速度可以持续航行3,000海里（5,600；3,500英里）。
本舰在每个炮塔上安装了两门10英寸前装膛线炮，使用重407英磅（184.6）的炮弹。这种炮既能发射实心炮弹，也能发射爆炸炮弹。大炮本身重18長噸（18公噸），被安装在使用液压千斤顶升降炮管的炮架上。
独眼巨人级胸墙浅水重炮舰都安装有完整的熟铁水线装甲带。其舰舯部厚度为8英寸（203），两端减薄至6英寸（152）。上层建筑和指挥塔都被8—9英寸（203—229）熟铁装甲遮盖，这也是其被称为“胸墙”的原因。炮塔正面装甲10英寸，侧面和后面为9英寸。所有的垂直装甲都由9—11英寸（229—279）的柚木支撑。甲板厚度为1.5英寸（38.1）。

## 建造
“独眼巨人”号于1870年9月10日由伦敦的泰晤士钢铁厂开工建造，1871年7月18日下水，并最终于1872年1月服役。该舰入役当月就被拖到德文港进行漫长的舾装作业，最终在1877年5月4日才完工。该舰的造价是156,782英镑。

### 整修
虽然在这些舰只还在建造过程中就已经提出建议，要将上层建筑伸到船舷以提高它们的稳定性和适居性，但这一建议直到19世纪80年代进行翻新时才实施。这次翻新还加强了胸墙和上层甲板，增加了另一道水密舱壁以及假龙骨。此外还在胸墙上增加了4门3磅重的霍奇基斯速射炮、5挺机枪以及几盏探照灯用于防御鱼雷艇。这使他们的舰员增加到大约191人，并增加了80長噸（81公噸）的排水量。

## 服役
尽管是本舰的首舰，但“独眼巨人”号是同舰级中第三艘完工的舰只。入役后该舰被安排在第一预备队。在俄土战争爆发后的1878年4月至8月期间，该舰与其姊妹舰一起在凯古柏海军上将的特任舰队服役并驻扎在波特兰港。“独眼巨人”号于1878年8月在查塔姆群岛被出售，并于1887到1889年进行了改装。独眼巨人级的所有四艘舰都参加了1887年、1889年至1890年和1892年的年度舰队演习。这一时期，该舰被编入舰队预备役。与其所有的姊妹舰一样，“独眼巨人”号于1901年被列入无效名单，1902年5月转移到施尔尼斯船坞保护区的E区，并于1903年7月7日被以8,400美元的价格售出。

## 脚注

### 引用
1. ↑  张恩东 (2018)，第66頁.
2. 1 2  Parkes (1990)，第212頁.
3. 1 2 3  Parkes (1990)，第213頁.
4. ↑  Ballard (1980)，第246–249頁.
5. ↑  Silverstone (1984)，第169頁.
6. ↑  Gardiner (1979)，第6頁.
7. ↑  Parkes (1990)，第213-214頁.
8. 1 2  Parkes (1990)，第215頁.
9. ↑  Parkes (1990)，第212, 214頁.
10. ↑  Gardiner (1979)，第25頁.
11. ↑  . The Times (36657) (London). 1902-01-06. p. 8.
12. ↑  . The Times (36771) (London). 1902-05-19. p. 8.
13. ↑  Silverstone (1984)，第224頁.